# ألدن إي. ماثيوز
ألدن إي. ماثيوز (بالإنجليزية: Alden E. Matthews)‏ هو مبشر أمريكي، ولد في 1 سبتمبر 1921 في شيكاغو في الولايات المتحدة، وتوفي في 8 أكتوبر 2014 في Palm Harbor, Florida ‏ في الولايات المتحدة.